# Aldabrachelys
Aldabrachelys – rodzaj żółwi z rodziny żółwi lądowych (Testudinidae).

## Zasięg występowania
Rodzaj obejmuje jeden żyjący współcześnie gatunek występujący na Aldabrze należącej do Seszeli. Introdukowany na Mauritiusie (Rodrigues, Round Island), Reunionie, Seszelach (Praslin) i Zanzibarze należącym do Tanzanii.

## Systematyka

### Etymologia
- Megalochelys: gr. μεγας megas, μεγαλη megalē „wielki”[7]; χελυς khelus „żółw rzeczny”[8]. Gatunek typowy: Testudo gigantea Schweigger, 1812.
- Aldabrachelys: Aldabra, Ocean Indyjski; χελυς khelus „żółw rzeczny”[2].
- Dipsochelys: gr. διφαω diphaō „szukać”; χελυς khelus „żółw rzeczny”[4]. Gatunek typowy: Testudo elephantina A.M.C. Duméril & Bibron, 1835 (= Testudo gigantea Schweigger, 1812).

### Podział systematyczny
Do rodzaju należy jeden występujący współcześnie gatunek:
- Aldabrachelys gigantea (Schweigger, 1812) – żółw olbrzymi[9]

oraz gatunki wymarłe:
- Aldabrachelys abrupta (Grandidier, 1868)
- Aldabrachelys grandidieri (Vaillant, 1885)